# Рахмановские ключи (источник)
Рахмановские ключи — источник лечебной воды на северо-востоке Катон-Карагайского района в Восточно-Казахстанской области Казахстана.
Находятся на правом берегу реки Арасан в примерно 80 метрах ниже по течению от озера Рахмановское, через которое река протекает. Высота местности — 1760 метров над уровнем моря. Из гранитной скалы вытекает 12 родников. Расход воды — 10 л/с.

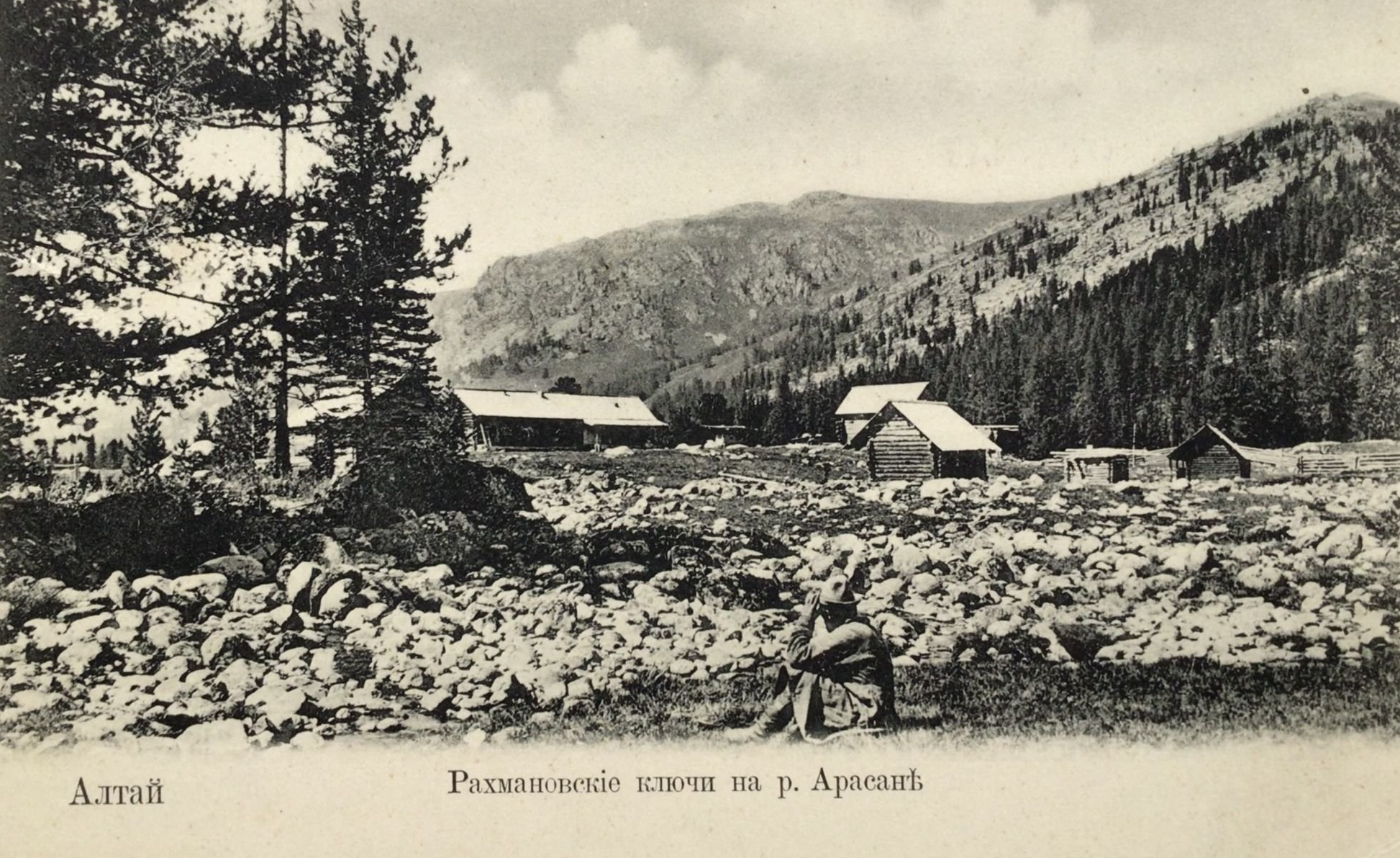
Рахмановские ключи на фото начала XX века

Родники были открыты в 1769 году крестьянином Рахмановым, однако местным жителям они были известны и раньше. Вблизи них располагалась монгольская кумирня. Подробно обследованы в 1834 году Ф. Геблером. В 1924 году на родниках отделом здравоохранения Томской области организован санаторий, к 1965 году выстроены корпуса на 130 мест. С 2001 года родники входят в состав Катон-Карагайского национального природного парка.
Температура воды — от 34 до 41,25 °C. В воде содержатся кальций, магний, кремниевая кислота, железо, алюминий, хлор, серная кислота, хлористый натрий и углекислый газ.
Источники входят в перечень мест, где возможна реабилитация после коронавирусной инфекции.